# IMe KOREA의 음반
이 문서는 iMe Korea에서 발매한 음반 목록이다.

## 2010년대
- 2018년 2월 5일 왁스 - [Digital Single] 바보같은 너
- 2018년 4월 16일 왁스 - [Digital Single] 스르륵 키스
- 2018년 4월 22일 미 - [Digital Single] 요즘
- 2018년 11월 7일 드림노트 - [Digital Single] Dreamlike
- 2018년 12월 23일 왁스 - My Romance
- 2018년 12월 28일 미 - SKY 캐슬 OST Part.6[1]
- 2019년 3월 12일 드림노트 - [Digital Single] Dream:us
- 2019년 6월 16일 왁스 - [Digital Single] 겨울인듯 추워
- 2019년 10월 17일 플라이 투 더 스카이 - Fly High

## 2020년대
- 2020년 1월 8일 드림노트 - [Digital Single] Dream Wish
- 2020년 1월 12일 이예준 - [Digital Single] 미친 소리
- 2020년 3월 19일 왁스 - [Digital Single] 집으로 데려다 줘
- 2020년 6월 1일 이예준 - [Digital Single] 안녕과 안녕으로
- 2020년 6월 18일 라라, 미소, 보니 - 오빠가 대신 연애 해줄게 OST Vol.2
- 2020년 10월 9일 왁스 - [Digital Single] 야화 (野花)[2]
- 2020년 12월 3일 이예준 - [Digital Single] 그날에 나는 맘이 편했을까
- 2020년 12월 5일 강인수 - Wish You (나의 마음 속 너의 멜로디...) OST[3]
- 2021년 2월 6일 왁스 - 결혼작사 이혼작곡 OST Part.5
- 2021년 4월 15일 라라 - 류선비의 혼례식 OST Part.1
- 2021년 5월 6일 강인수 - 류선비의 혼례식 OST Part.4
- 2021년 7월 28일 강인수 - 연애시발.(점) OST Part.6
- 2021년 8월 7일 강인수 - [Digital Single] Love Yourself
- 2021년 9월 16일 드림노트 - 신비아파트 고스트볼 Z: 어둠의 퇴마사 OST[4]
- 2021년 9월 22일 미소 - 썸에어 OST Part.2
- 2021년 10월 26일 드림노트 - [Digital Single] Dreams Alive
- 2021년 10월 26일 이예준 - [Digital Single] 그리워 그리워
- 2021년 11월 23일 드림노트 - [Digital Single] Playlist (너의 재생목록 X 드림노트 (DreamNote))
- 2021년 12월 13일 드림노트 - [Digital Single] 밤 (Winter Ver.)
- 2022년 1월 15일 왁스 - [Digital Single] 보고 싶은 사람이 있어요 (아는 여자애 X 왁스)
- 2022년 10월 27일 드림노트 - 걸스 인 더 케이지 OST Part.1
- 2023년 4월 3일 드림노트 - [Digital Single] Blue
- 2023년 4월 12일 드림노트 - [Digital Single] Secondary Page
- 2023년 9월 29일 미소 - 시장돌 마트 OST Part.6
- 2024년 10월 23일 드림노트 - [Digital Single] 초록빛 (Joyful Green)